# Cassienne de Constantinople
 (janvier 2025).
Si vous disposez d'ouvrages ou d'articles de référence ou si vous connaissez des sites web de qualité traitant du thème abordé ici, merci de compléter l'article en donnant les références utiles à sa vérifiabilité et en les liant à la section « Notes et références ».
Sainte Cassienne de Constantinople (vers 807-vers 864), en grec ancien : Kασσιανή / Kassiani, Kassiane), en russe Кассия (Kassia, Cassia ou Casia), en latin Cassiana (Kassiana), en d'autres langues Ikasia ou Eikasia. Elle était une higoumène (abbesse), une poétesse, une compositrice, une hymnographe de l'Empire byzantin et une sainte. Elle est fêtée le 7 septembre.

## Biographie
Elle naquit entre 805 et 810 à Constantinople dans une famille riche et passe pour avoir été exceptionnellement belle et intelligente. Elle reçut une brillante éducation à la cour. Plusieurs chroniqueurs byzantins, dont Syméon Métaphraste, rapportent qu'elle participa au concours de beauté organisé pour le jeune empereur Théophile par sa belle-mère, l'impératrice Euphrosyne. 
Frappé par la beauté de Cassienne, l'empereur lui dit en se référant au péché originel et à Ève : 

« Ἐκ γυναικὸς τὰ χείρω. (De la femme, le pire) »

À quoi Cassienne répondit en pensant au Christ né de la Vierge Marie :

« Kαὶ ἐκ γυναικὸς τὰ κρείττω. (Et de la femme, le meilleur) »

Blessé dans sa fierté, l’empereur iconoclaste Théophile lui préféra Théodora comme épouse. Ce choix a satisfait Cassienne qui voulait devenir moniale.
On reparle de Cassienne en 843 quand elle fonda un monastère à l'ouest de Constantinople et en devint la première higoumène.
Elle composa de nombreux hymnes et en particulier le doxastikon idiomèle des apostiches des matines du Mercredi saint. Selon une tradition, Théophile, en visite au monastère que dirigeait sainte Cassienne aurait composé le dernier vers de ce tropaire.

## Son œuvre hymnographique
Elle est une des premières compositrices du Moyen Âge dont les partitions ont été conservées et qui peuvent être interprétées par des musiciens modernes. Une cinquantaine de ses hymnes ont été conservés et 23 font partie des livres liturgiques de l'Église orthodoxe. Le nombre exact est difficile à déterminer car plusieurs hymnes sont attribués à plusieurs auteurs ou sont anonymes.
En outre, 789 de ses pièces en vers non liturgiques ont été conservées. Beaucoup sont des maximes, comme « Je hais le riche qui se plaint comme s'il était pauvre ».
Elle écrivit de nombreux hymnes pour la liturgie ; le plus fameux est le tropaire de Cassienne. Il est inspiré du passage de l'Évangile selon Luc (7 : 36-50), racontant l’onction de Béthanie, geste d'amour de la pécheresse pardonnée. Cette hymne est chantée dans les églises de rite byzantin aux matines du mercredi saint qui se célèbrent la veille, dans la soirée du mardi.
La légende dit que l'empereur Théophile, encore amoureux d'elle, voulant la voir encore une fois avant de mourir, se rendit au monastère. Cassienne écrivait son hymne quand elle fut avertie que l'empereur arrivait. Encore amoureuse de lui mais consacrée à Dieu, elle se retira en laissant son travail. Théophile le trouva et y ajouta la ligne : « Ève entendit le bruit de ses  pas au crépuscule au Paradis et elle se cacha par crainte. » Cassienne sortit de sa cachette après le départ de l'empereur et termina l'hymne :
« Percevant Ta divinité, ô Seigneur, la femme aux nombreux péchés,

se fit porteuse de myrrhe ; 

en larmes elle T'apporta les huiles parfumées 

anticipant ta sépulture.  

"Hélas ! dit-elle, la nuit est pour moi une frénésie de luxure, 

un amour sombre et sans lune de péché. 

Reçois le flot de mes larmes, 

Toi qui rassembles les eaux des océans dans les nuages.

Laisse-toi fléchir aux gémissements de mon cœur, 

Toi qui courbes les cieux dans Ton ineffable incarnation. 

J'embrasserai Tes pieds immaculés 

et les essuierai avec les boucles de ma chevelure ;

ces pieds dont Ève entendit le son au crépuscule au paradis

et elle se cacha par crainte.

Qui peut compter la multitude de mes péchés,

et les abîmes de Ton jugement, ô Sauveur de mon âme ? 

N'ignore pas Ta servante, 

ô Toi dont la miséricorde est infinie." »